# Maurice Faure (polityk)
Maurice Faure (ur. 2 stycznia 1922 w Azerat, zm. 6 marca 2014 w Cahors) – francuski polityk, prawnik i samorządowiec, wieloletni parlamentarzysta, minister w okresie IV i V Republiki, członek Rady Konstytucyjnej, sygnatariusz traktatów rzymskich.

## Życiorys
W okresie II wojny światowej dołączył do francuskiego ruchu oporu oraz do wojsk francuskich podporządkowanych Wolnej Francji, brał udział w działaniach zbrojnych. Z wykształcenia nauczyciel historii i geografii, uzyskał doktorat z prawa, studiował na uniwersytetach w Bordeaux i Tuluzie. Był nauczycielem w szkole średniej oraz wykładowcą w IEP Toulouse, od 1947 pracował w administracji rządowej, wchodząc w skład gabinetów członków rządu.
Jako polityk był związany z francuskim nurtem radykalnym, do młodzieżówki tego środowiska wstąpił w 1938. Należał do zjednoczonej Parti radical. Od 1953 do 1955 pełnił funkcję sekretarza generalnego tego ugrupowania, a w latach 1961–1965 i 1969–1971 zajmował stanowisko jego przewodniczącego. Po rozłamie z początku lat 70. dołączył do jej lewicowej frakcji (MGRS). W latach 1961–1968 był przewodniczącym Ruchu Europejskiego.
W ramach administracji lokalnej był merem miejscowości Prayssac (1953–1965) i Cahors (1965–1990). Od 1957 był radnym departamentu Lot, w latach 1970–1994 przewodniczył radzie generalnej. W połowie lat 70. pełnił też funkcję wiceprzewodniczącego rady regionu Midi-Pireneje.
Mandat deputowanego do Zgromadzenia Narodowego wykonywał już w okresie IV Republiki, był wybierany do tej izby w 1951 i 1956. W 1958, 1962, 1967, 1968, 1973, 1978 i 1981 uzyskiwał miejsce w Zgromadzeniu Narodowym V Republiki I, II, III, IV, V, VI i VII kadencji. W latach 1983–1988 wchodził w skład francuskiego Senatu. W latach 50., 60. i 70. wielokrotnie był przedstawicielem francuskiego parlamentu w Parlamencie Europejskim. Po wprowadzeniu wyborów powszechnych od 1979 do 1981 sprawował mandat eurodeputowanego I kadencji, zasiadał we frakcji socjalistycznej oraz w Komisji ds. Kwestii Politycznych.
Zajmował także różne stanowiska rządowe. Między lutym 1956 a majem 1958 wykonywał obowiązki sekretarza stanu w resorcie spraw zagranicznych w rządach, którymi kierowali Guy Mollet, Maurice Bourgès-Maunoury i Félix Gaillard, odpowiadając za integrację europejską. 25 marca 1957 w imieniu Francji wraz z Christianem Pineau podpisał traktaty rzymskie. W maju 1958 przez kilka dni sprawował urząd ministra spraw wewnętrznych w rządzie Pierre’a Pflimlina, po czym do czerwca tegoż roku był ministrem do spraw instytucji europejskich w tym samym gabinecie. Od maja do czerwca 1981 był ministrem sprawiedliwości u Pierre’a Mauroy. Od maja 1988 do lutego 1989 w dwóch gabinetach Michela Rocarda zajmował stanowisko ministra stanu oraz ministra zaopatrzenia i mieszkalnictwa.
W 1989 prezydent François Mitterrand powołał go w skład Rady Konstytucyjnej, której członkiem był przez dziewięcioletnią kadencję do 1998.

## Odznaczenia
Odznaczony Legią Honorową III klasy (2013).